# Kikugawa

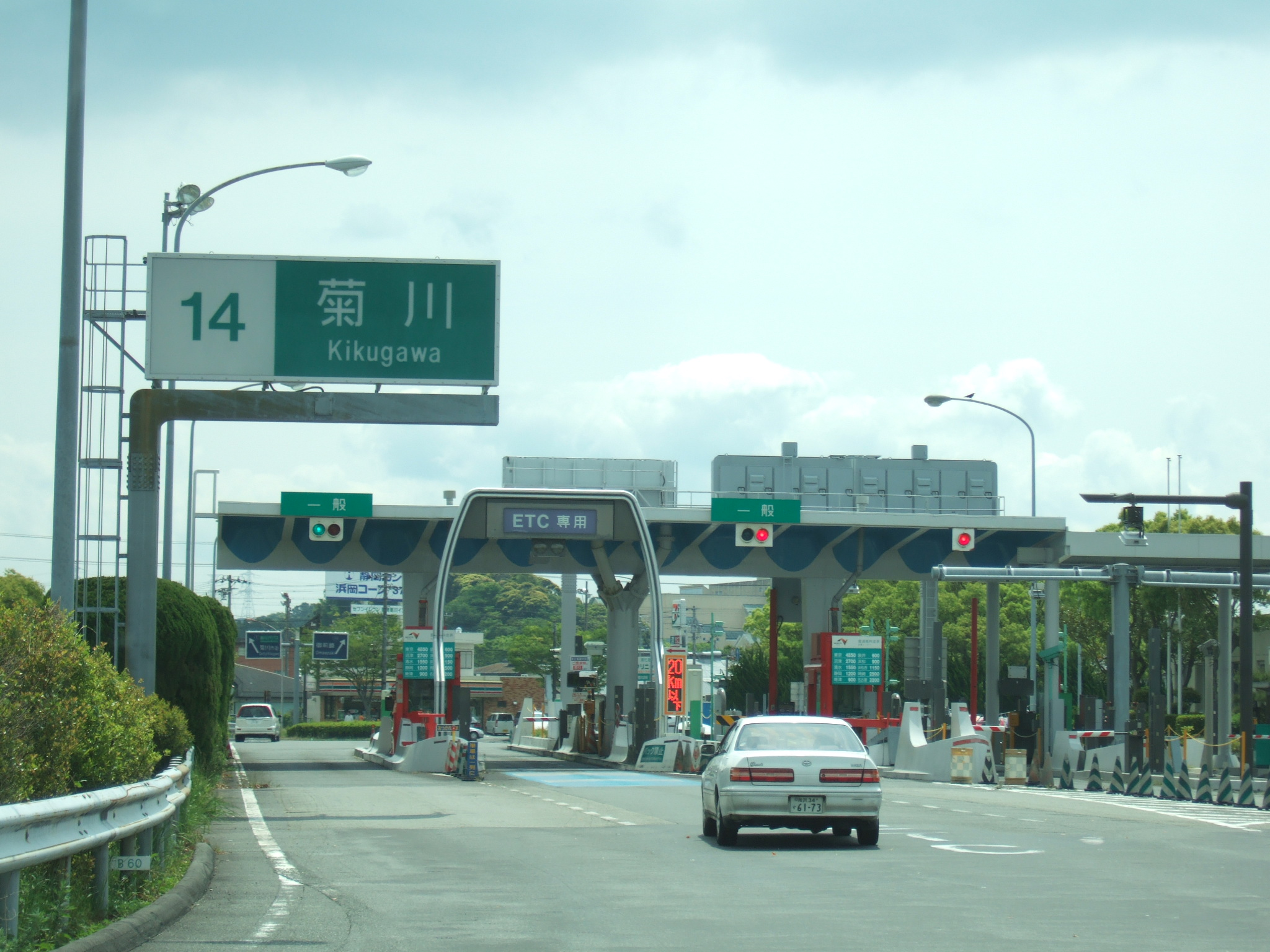
Tōmei "Kikugawa Interchange"

Kikugawa (菊川市; Kikugawa-shi) é uma cidade japonesa localizada a oeste da província de Shizuoka, contando com uma área privilegiada: a cidade é cortada pelo Rio Kikugawa; a oeste vastas plantações de chá no planalto de Makinohara.
Conforme o censo nacional do ano 24 (2012), a população da cidade alcança o número de 46.881 habitantes, com a densidade populacional de 497 pessoas por km². A área total da cidade é de 94,24 km².
A cidade é privilegiada pelas linhas de transporte, conta com a estação de trem “Kikugawa Eki”, linha principal da rede ferroviária, entrada para a via expressa Tōmei "Kikugawa Interchange".
A economia da cidade é essencialmente agrícola, com grandes plantações de chá verde, alface, arroz, "blueberry" e melão.
A moderna cidade de Kikugawa foi estabelecida em 17 de Janeiro de 2005, a partir da fusão entre a antiga cidade de Kikugawa com Ogasa, desse modo, recebendo o estatuto de cidade.

## Clima
A temperatura média anual está em torno de 14,7 graus, a proporção anual das chuvas é de 2.170 ml. A temperatura média é avaliada em alta altitude, podendo assim subir entre 1 e 2 graus no centro da cidade. As estações do ano, primavera, verão, outono e inverno são bem definidas, porém no inverno a umidade relativa do ar é baixa, não neva, mas o vento forte traz a sensação de muito frio.